# Carenoptomerus guyanensis
Carenoptomerus guyanensis är en skalbaggsart som beskrevs av Tavakilian och Peñaherrera 2003. Carenoptomerus guyanensis ingår i släktet Carenoptomerus och familjen långhorningar. Inga underarter finns listade.